# Augustine Webster
Augustine Webster († 4. Mai 1535 in Tyburn) war ein englischer römisch-katholischer Märtyrer. Er war 1531 Prior der Kartause Axholme auf der Isle of Axholme im Norden von Lincolnshire. Sein Gedenktag ist der 4. Mai.

## Hintergrund
Zu Beginn der englischen Reformation hatte England zehn Kartausen. Die Kartäuser genossen wegen ihrer monastischen Strenge höchstes Ansehen. Die Regierung war deshalb zunächst bestrebt, die öffentliche Zustimmung der Mönche der Londoner Kartause zur Suprematsakte zu gewinnen, durch die sich Heinrich VIII. anstelle des Papstes zum Oberhaupt der englischen Kirche erklärte. Als das nicht gelang, suchte der König sie zu vernichten.

## Leben
Augustine Webster wurde an der Cambridge University ausgebildet und wurde Mönch in der Kartause Sheen. 1531 wurde er Prior in Axholme.
Im Februar 1535 besuchte er mit Prior Robert Lawrence von der Kartause in Beauvale die Kartause in London, um sich mit John Houghton über die Reaktion auf die Kirchenpolitik des Königs zu beraten. Sie beschlossen zu Cromwell zu gehen, um ihre Loyalität zu demonstrieren und eine Befreiung vom Suprematseid zu erhalten. Cromwell lehnte aber das Ansinnen ab.

## Prozess
Mitte April 1535 wurden Webster, Houghton und Lawrence auf Befehl von Thomas Cromwell im Tower inhaftiert, da sie den Eid auf die Suprematsakte verweigerten. Gemeinsam mit Richard Reynolds, einem Mönch aus dem Erlöserorden, wurden sie verhört und wegen Ablehnung des königlichen Führungsanspruchs angeklagt. Der Prozess fand am 28. April 1535 statt. Sie bekannten sich zu der Anklage des Hochverrats „nicht schuldig“ und wurden ins Gefängnis zurückgebracht. Die Geschworenen berieten den ganzen Tag, und als Cromwell nach der Ursache der Verzögerung fragte, wurde angedeutet, dass sie die Männer für unschuldig hielten. Trotz Drohungen weigerten sich die Geschworenen, einen Schuldspruch zu erlassen, bis Cromwell persönlich vor ihnen erschien. Alle vier wurden am 4. Mai 1535 in Tyburn gehängt, enthauptet und gevierteilt.

## Verehrung
Augustine Webster wurde als einer der Vierzig Märtyrer von England und Wales am 29. Dezember 1886 von Papst Leo XIII. seliggesprochen und am 25. Oktober 1970 von Papst Paul VI. heiliggesprochen.
Die St. Augustine Webster Catholic Voluntary Academy in North Lincolnshire ist nach ihm benannt.